# Johannes Capito
Johannes Capito (Wezel, ca. 1530/1539 - onbekend, na 1584) was een radicaal calvinistisch predikant.

## Levensloop
De geboorte in Wezel (of Nederwezel) in het Land van Kleef, schuiloord voor vele uit de Nederlanden gevluchte hervormden, doet veronderstellen dat ook de ouders van Capito als gevolg van hun hervormingsgezindheid naar deze stad waren gevlucht. Dit maakt het verhaal eerder onwaarschijnlijk dat Capito monnik zou geworden zijn en in Gent wegens 'slecht levensgedrag' gegeseld en gebrandmerkt zou geweest zijn.
Op 20 oktober 1573 werd in Frankenthal (Palts), een ander centrum van vluchtelingen uit de Nederlanden, het huwelijk geregistreerd van een Jan Capito van Nederwesel en Cornelia Beckers, 'schoonzus van Jan Mont'. Het komt niet onwaarschijnlijk voor dat het ging om de hier behandelde Capito, want Jan Mont kwam later met hem als predikant naar Brugge. Waarschijnlijk stierf Cordelia, want een andere bron geeft aan dat Capito trouwde met de dochter van de Brugse kapitein en hervormingsgezinde Jan Vleys. Hij had wellicht met beide echtgenoten kinderen. In 1585 begon zijn zoon, Pieter Capito, in Delft aan een opleiding als chirurgijn.  
Hij behoorde alvast tot de overtuigde gereformeerden en werd in 1578 in Breda door de plaatselijke calvinistische gemeente gepresenteerd als hunnen diener ende predicant des woords, door het stadsbestuur geaccepteerd als predikant en bezoldigd door de Rekenkamer van Willem van Oranje.

## Predikant in Brugge
In september 1579 verscheen Capito in Brugge als gereformeerd predikant. Op 10 oktober 1579 aanvaardde het stadsbestuur hem om te prediken 'in de gereformeerde religie' en werd hem de opgeëiste Sint-Walburgakerk toegewezen. Weldra werd hij beschouwd als de leider van het 'consistorie' van predikanten en ouderlingen. Hij nam deel aan de rellen die ontstonden tegen de Unie van Utrecht en tegen de verzoeningspolitiek die gevoerd werd door Willem van Oranje. Hij werd hierin nog gesterkt sinds Willem een plechtige intrede had gedaan in Brugge op 17 juli 1582, samen met de katholieke prins Frans van Anjou, die hij tot Beschermer van de Nederlandsche Vrijheden had aangesteld. Capito zal waarschijnlijk met belangstelling, zo niet enige instemming, de in Brugge beraamde, maar mislukte, moordaanslag op de beide prinsen hebben gevolgd. Vanop de kansel vloog hij met Kerstmis 1583 uit tegen 'den hinkenden prins' die de religie 'mank deed gaan' en tegen de twijfelende stadhouder Karel III van Croÿ, die trouwens weldra weer katholiek werd.
Hij nam het voortouw in de strijd tegen de laatste katholieke priesters die nog in Brugge aanwezig waren en hij ijverde voor hun verbanning en voor het sluiten van de nog overgebleven katholieke kerken. In een eerste fase werden alvast alle priesters en monniken uitgewezen die niet in Brugge waren geboren. Hoogtepunt in die strijd was zijn dispuut met theoloog Willem Taelboom in mei 1580, waarin de aanwezigen de indruk hadden dat Capito het onderspit moest delven. Hij eiste nadien dat het stadsbestuur Taelboom zou verbannen "wegens zijn godslasterende en oproerige oratie".
Capito had ook geschillen met andere predikanten, meer bepaald met zijn meer gematigde en gezagvolle collega Theodoor Van den Berghe. Het consistorie nam het op voor Van den Berghe en Capito werd verzocht excuses aan te bieden, wat hij, na veel over en weer gekibbel, uiteindelijk deed. Het gezag van Capito over de Brugse protestanten werd hierdoor tamelijk aangetast.
In 1581 woonde hij de Nationale Synode in Middelburg bij. Hij speelde een actieve rol tijdens zijn bijna vijf jaar aanwezigheid in Brugge, zowel ter gelegenheid van de talrijke plaatselijke 'synodes' als in de vele bijeenkomsten van de Brugse 'classis'. 

## Na Brugge
Op 27 mei 1584 moest hij, toen Brugge door de troepen van Alexander Farnese veroverd werd, de stad verlaten. Hij trok naar Sluis, en vervolgens naar Veere. Daar wachtten hem moeilijkheden en werd hij verdacht in Sluis 'seditieuze woorden' ten opzichte van Willem van Oranje te hebben geuit. Op 4 juni 1584 werd aan de Gecommitteerde Raden van Zeeland bevel gegeven om Capito, goedschiks of kwaadschiks, naar Delft te doen komen voor een gerechtelijk onderzoek. 
Al op 7 juni ging het verhoor door, waarbij van de beschuldiging weinig of niets bevestigd bleek. Wel werden zijn in Brugge geuite beschuldigingen tegen de prins in herinnering gebracht. Dit deed hem de das om. Hij bleef in de gevangenis, waar hij de moord op de prins van Oranje vernam. In oktober werd het vonnis geveld, waarbij hij uit het ambt van predikant ontheven werd en onwaardig werd bevonden om nog eender welk ambt uit te oefenen. Capito verdween en over zijn verder leven en zijn overlijden is niets bekend.